# Gösta von dem Bussche-Haddenhausen

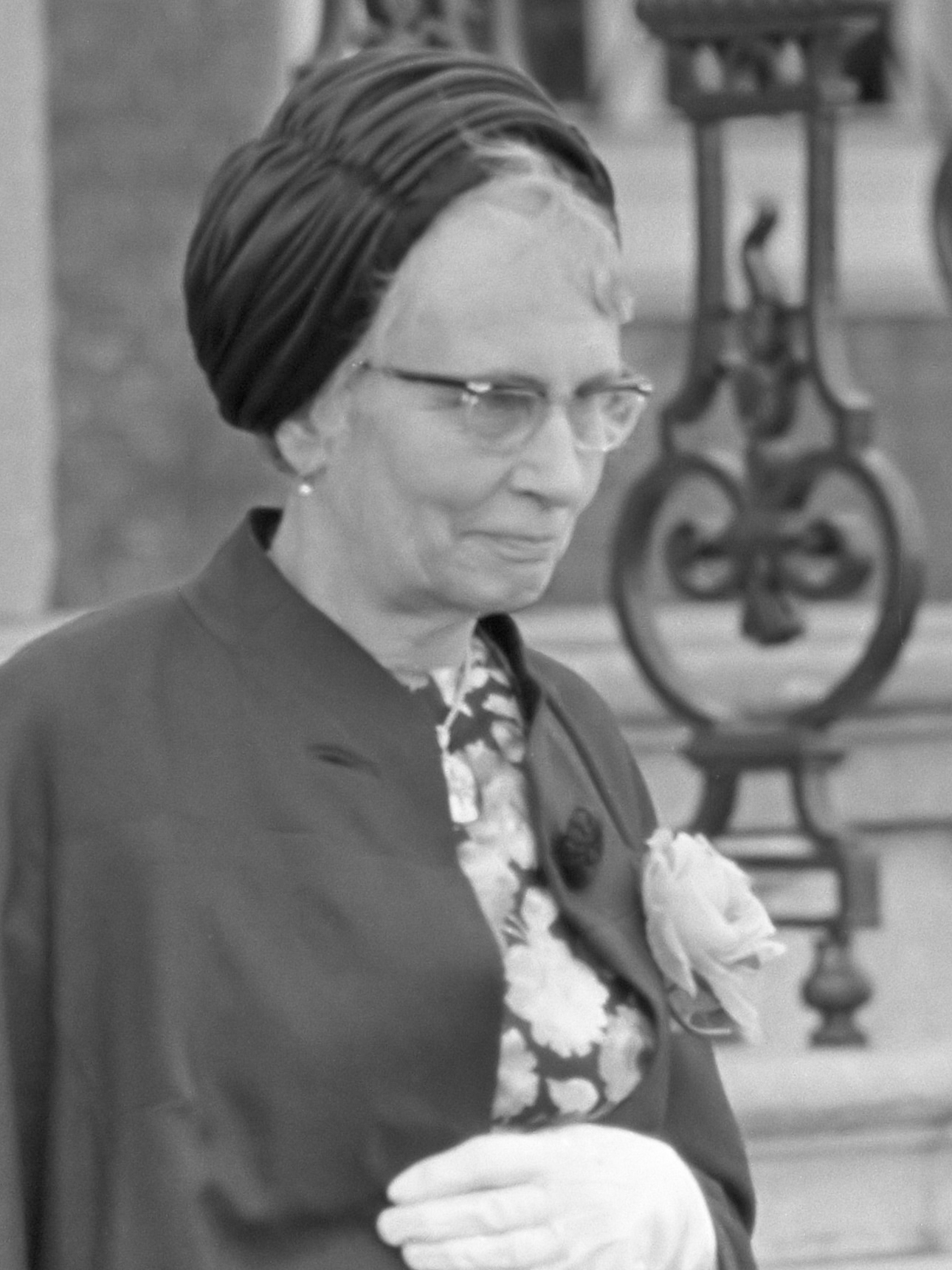
Von Amsberg-von dem Bussche-Haddenhausen bij de doop van haar kleinzoon prins Willem-Alexander der Nederlanden (2 september 1967)

Gösta Julie Adelheid Marion Marie Freiin von dem Bussche-Haddenhausen (Doberan, 26 januari 1902 – landgoed Dötzingen bij Hitzacker, 13 juni 1996) was de moeder van prins Claus der Nederlanden.
Gösta was de dochter van Georg Freiherr (baron) von dem Bussche-Haddenhausen (1869-1923) en Gabriele Freiin von dem Bussche-Ippenburg (1877-1973), sinds 1922 vrouwe van Dötzingen. Zij behoren tot het oeradellijk geslacht Von dem Bussche uit Osnabrück, aan welk geslacht in 1884 de baronnentitel werd verleend. Haar vader had een officiersrang in het Saksische leger. Zij trouwde op 4 september 1924 met Claus Felix von Amsberg (1890-1953). Samen kregen zij zeven kinderen, onder wie prins Claus.